# فرآیند فورکالت
فرآیند فورکالت روشی برای تولید شیشه صفحه ای است. اولین بار در بلژیک توسط Émile Fourcault [fr] توسعه یافت (1862-1919). در اوایل دهه 1900، این فرآیند در سطح جهانی مورد استفاده قرار گرفت. فورکالت نمونه‌ای از فرآیند کشش عمودی است، به این ترتیب که شیشه در خلاف جاذبه در جهت رو به بالا کشیده می‌شود.  نیروهای گرانش بر بخش‌هایی از فرآیند تأثیر می‌گذارد.

## روند
فرآیند فورکالت به یک گودال یا منطقه کشش و مجموعه‌ای از ماشین‌ها نیاز دارد تا نوار شیشه را در حین انجام اقداماتی بر روی آن بکشند که کیفیت مطلوب و بازده فرآیند را تضمین می‌کند. امروزه اکثر تولیدات شیشه دارای یک انتهای داغ هستند که در آن نقطه محصولات تولید می‌شوند. فورکالت نیز از این قاعده مستثنی نیست.
عمل در فورکالت در کشیدن اتفاق می‌افتد، یا منطقه ای که در آن شیشه از حالت مایع به شروع فرآیند مورد نیاز برای تبدیل آن به شیشه مسطح منتقل می شود.
در انتهای کشش، گودال یا مکانی است که شیشه مذاب به اندازه کافی خنک شده است تا به دمای شکل‌گیری نزدیک شود. در فرآیند خنک‌سازی از دستگاهی به نام "کانال" استفاده می‌شود. همانطور که از نام آن مشخص است، کانال یک ساختار جعبه‌ای شکل است که شیشه را از منطقه تصفیه به گودال منتقل می‌کند.
این کانال، گودال را به منطقه پالایش متصل می‌کند، منطقه پالایش بخشی از کوره شیشه‌ای است که حباب‌های گاز و سایر منابع ناقص را حذف می‌کند. از آن جایی که پالایش به دماهای بسیار بالاتری برای آزاد کردن حباب‌های گاز نسبت به دمای مورد نیاز برای تشکیل شیشه نیاز دارد، نمی‌توان آن را مستقیماً از منطقه پالایش بیرون کشید، بنابراین احتیاج به کانال می‌باشد.

## تشکیل
فرآیند فورکالت از یک قالب سرامیکی برای شکل‌دهی به شیشه گداخته شده (یا مذاب) به یک نوار با مقطع مستطیلی استفاده می‌کند. قالب که به عنوان دبیت شناخته می‌شود، در شیشه مذاب داخل گودال تا عمق تعیین شده شناور می‌شود که بخشی از شیشه مذاب را کمی به بالای سطح روی قالب فشار می‌دهد. یک شکاف از وسط ضایعات بریده می‌شود که برای تولید بهترین کیفیت شیشه شکل گرفته است.
دبیت، نقطه‌ی شروع کشش عمودی است، جایی که لیوان از یک توده شربتی داغ به شیشه‌ی مسطح مفید تبدیل می‌شود. لیوان را از محل دبیت تا بریده شدن آن «نوار» می‌نامیم.
پایه روبان از تابش گرما از شیشه ذوب شده محافظت می شود، به طوری که همچنان شکلی را که توسط مصرف کننده به آن می دهد حفظ می کند. این خنک‌سازی، سطح مقطع مستطیلی شیشه کشیده‌شده را با خنک کردن شیشه روبانی زیر دمایی که در یک ستون فرو می‌رود یا دوباره به شیشه‌ی ذوب شده می‌شکند، حفظ می‌کند. به ویژه مهم است که لبه های بیرونی روبان را از گرما محافظت کنید تا محکم تر شوند و بقیه روبان را به شکل مناسبی نگه دارند. در برخی موارد، سازندگان اجازه می‌دهند لبه‌ها لامپ‌های ضخیم‌تری را تشکیل دهند، که پس از برش نهایی حذف می‌شوند.
بلافاصله پس از کشیدن، نوار با استفاده از خنک‌کننده‌های مکانیکی خنک می‌شود تا شکل مستطیلی خود را در دو بعد حفظ کند، اما ساختاری مانند نوار را در نظر می‌گیرد که به سمت پایین به سمت Debi و به سمت بالا در یک مجموعه طراحی امتداد می‌یابد. این خنک‌کننده مکانیکی به نوار اجازه می‌دهد تا یکپارچگی خود را حفظ کند. در تجربه نویسنده، کولرهای مکانیکی از آب موجود در رادیاتورهایی با شکل خاص برای حذف گرمای تابش شده توسط روبان استفاده می‌کردند.
گاهی اوقات یک خلاء ملایم در این بخش اولیه فرآیند روی نوار اعمال می‌شود زیرا خنک‌کننده مکانیکی می‌تواند جریان هوا را ایجاد کند که بر کیفیت سطح تأثیر می‌گذارد.

## خاموش کردن
برخی از تولیدکنندگان نیز گاز دی اکسید گوگرد را در طول کشیدن به منظور تغییر شیمیایی شیشه روی سطح اعمال می‌کنند. با تغییر شیمیایی می‌توان بر خصوصیات سطح شیشه تأثیر گذاشت و کیفیت و دوام آن را بهبود بخشید.
غلتک‌های شیشه‌ای نوار را در قسمت‌های مختلف فرآیند نگه می‌دارند و وزن آن را تحمل می‌کنند و روند کشیدن را ادامه می‌دهند.
این روند همچنان ادامه می‌یابد تا جایی که که نواربه سمت بالا در یک ساختار همانند دودکش کشیده می‌شود، جایی که خاموش می‌شود یا به سرعت سرد می‌شود. هنگامی که روبان به پایان فرآیند رسید، آن را علامت‌گذاری می کنند، یا برش می‌دهند، و سپس برای پردازش بیشتر در ورق‌های شیشه‌ای مسطح جدا می‌کنند.
لبه‌های لامپ به‌عنوان خرده‌شیشه بازیافت می‌شوند (شیشه معیوب که دوباره ذوب می‌شود)؛ یا برای قفسه‌بندی یا نمایش‌ دوباره فروخته می‌شوند. گاهی اوقات قسمت‌های معیوب ورق‌ها حذف می‌شوند و شیشه‌های مسطح با کیفیت مناسب باقی می‌مانند.

## عملیات
زمان، سرعت و فاصله‌ی فازهای مختلف فرآیند از عوامل حیاتی در فرآیند فورکالت هستند. اپراتورهای ماشین فرآیند فورکالت برای قضاوت در مورد قرارگیری قالب، محل بخش‌های مختلف فرآیند و میزان کشش نیاز به تجربه دارند. این‌ها باید در برابر کیفیت شیشه و سن کشش متعادل شوند.
با ادامه کشش، شیشه در گودال سردتر و خنک‌تر می شود و در نهایت منجر به خرابی یا کاهش کیفیت می‌شود. کشیدن باید متوقف شود، گودال باید دوباره گرم شود و سپس روند می‌تواند دوباره ادامه یابد.
شیمی شیشه تاثیر زیادی بر فرآیند دارد. چون که دماهای ذوب، شکل‌گیری و بازپخت، دمای مایع (نقطه‌ای که مواد شیمیایی مختلف تشکیل‌دهنده‌ی شیشه شروع به کریستالیزه شدن می‌کنند) و نرخ تغییر ویژگی‌های خود شیشه را کنترل می‌کند.
گاهی اوقات نوار شکسته یا ترک می‌خورد و منجر به شکست در فرآیند کشیدن می‌شود. با استفاده از پارامترهای عملیاتی مناسب می‌توان چنین شکست‌هایی را که به "چک" معروف است کاهش داد. گاهی اوقات می‌توان از یک اقدام مصلحت‌آمیز، از یک منبع حرارتی قابل حمل، استفاده کرد تا چک‌ها را به لبه روبان منتقل کرد و در آنجا ناپدید شد. نویسنده[چه کسی؟] حتی مشعل‌های خام ساخته‌شده از چوب را دیده است که می‌تواند چک‌ها را جابجا کند.
محصول به‌دست‌آمده شکلی از شیشه تخت است که برای مصارف با کیفیت کمتر مناسب است. به دلیل ناپایداری فرآیند، شیشه فرآیند فورکالت می‌تواند دارای امواج، دانه (حباب های کوچک گاز) یا سنگ (مواد حل‌نشده) باشد. این امر تصویری را که از طریق شیشه دیده می‌شود مخدوش می‌کند. شیشه فورکالت هنوز به عنوان یک شیشه معماری برای مرمت تاریخی ساختمان‌ها ساخته می‌شود. 
از نظر اقتصادی و کیفیت محصول، فرآیند فورکالت در بسیاری از کشورها توسط فرآیند " شناور " توسعه یافته توسط Pilkington، جایگزین شده است. فرآیند شناور اجازه می‌دهد تا شیشه مذاب در بالای حوضچه‌ای از قلع مایع قرار گیرد، به طوری که گرانش، یک ورقه صاف ایجاد می‌کند. با توجه به جنبه‌های مختلف شیمیایی و فیزیکی شیشه پنجره، فرآیند Pilkington Float محصولی بسیار برتر تولید می‌کند.